# Vilaplana (Lérida)
Vilaplana es una entidad de población española del municipio leridano de Baronía de Rialp, en la comunidad autónoma de Cataluña.

## Historia
A mediados del siglo XIX, el lugar, por entonces perteneciente al municipio del valle de Rialp, tenía contabilizada una población de 40 habitantes. La localidad aparece descrita en el decimosexto volumen del Diccionario geográfico-estadístico-histórico de España y sus posesiones de Ultramar de Pascual Madoz de la siguiente manera: 

VILAPLANA: l. en la prov. de Lérida (19 leg.), part. jud. de Solsona (6), dióc de Seo de Urgel (14), aud. terr. y c. g. de Barcelona (31), ayunt. del valle de Rialp. sit. en la cúspide de un monte, con libre ventilacion y clima sano. Tiene 7 casas, igl. parr. (San Miguel) servida por un cura de primer ascenso; cementerio; y medianas aguas potables. Confina N. y O. Rials; E. Clua, y S. el r. Segre. El terreno es montuoso, de secano y de tercera clase; el r. Segre corre por él, sin que sus aguas se utilicen para el riego. Los caminos son locales. prod.: centeno, cebada, avena, vino y pastos; cria ganado lanar y cabrío y caza de conejos y perdices. pobl.: 3 vec., 15 alm. cap. imp. 7,924 rs. contr.: el 14'48 por 100 de esta riqueza.
(Madoz, 1850, p. 75)

Hoy día pertenece al municipio de Baronía de Rialp. En 2022, tenía empadronados 13 habitantes.

## Patrimonio
En el lugar hay una iglesia bajo la advocación de San Miguel.